# 小行星18964
小行星18964（18964 Fairhurst）是一颗绕太阳运转的小行星，为主小行星带小行星。该小行星于2000年8月31日发现。

## 轨道参数
小行星18964的轨道半长轴为2.4633250 UA，离心率为0.161。